# Hořice na Šumavě
Hořice na Šumavě (en allemand : Höritz ou Höritz im Böhmerwalde) est une commune du district de Český Krumlov, dans la région de Bohême-du-Sud, en République tchèque. Sa population s'élevait à 851 habitants en 2020.

## Géographie
Hořice na Šumavě se trouve à 12 km à l'ouest-sud-ouest de Český Krumlov, à 33 km au sud-ouest de České Budějovice et à 147 km au sud de Prague.
La commune est limitée par le terrain militaire de Boletice au nord, par Kájov et Bohdalovice à l'est, par Světlík au sud, et par Černá v Pošumaví à l'ouest.

## Histoire
La première mention écrite du village date de 1272.